# Бабинка (річка)
Бабинка (також Антонівка) — річка в Україні, у Кельменецькій селищній громаді Дністровського району Чернівецької області. Права притока Дністра (басейн Чорного моря).

## Опис
Довжина річки приблизно 6,6 км. В селі Бабин розташований травертиновий водоспад Гупало.

## Розташування
Бере початок на північному заході від Бурдюга. Тече переважно на північний захід через Бабин і впадає у річку Дністер.